# The Deliberate Stranger
The Deliberate Stranger es un filme estadounidense de 1986, dirigido por Marvin Chomski, con Mark Harmon en el rol principal, basado en el libro Bundy: The Deliberate Stranger, de Richard W. Larsen, sobre el asesino en serie Ted Bundy.

## Argumento
Ted, un joven estudiante de Derecho con gran atractivo para las mujeres, recorre el territorio estadounidense con su Volkswagen escarabajo, con mucha facilidad para entablar contacto con jóvenes atractivas y hacer que confíen en él. Pero cuando consigue estar a solas con ellas se transforma en una fiera salvaje.

## Reparto
| Actor              | Personaje        |
| ------------------ | ---------------- |
| Mark Harmon        | Ted Bundy        |
| Frederic Forrest   | Det. Bob Keppel  |
| George Grizzard    | Richard Larsen   |
| Ben Masters        | Det. Mike Fisher |
| Glynnis O'Connor   | Cas Richter      |
| M. Emmet Walsh     | Det. Sam Davies  |
| John Ashton        | Det. Roger Dunn  |
| Bonnie Bartlett    | Louise Bundy     |
| Billy "Green" Bush | Officer Bradley  |
| Frederick Coffin   | Jerry Thompson   |
| Deborah Goodrich   | Martha Chambers  |
| Lawrence Pressman  | Ken Wolverton    |
| Macon McCalman     | Larsen's editor  |
| Jeannetta Arnette  | Barbara          |
| William Boyett     | Aspen Detective  |
| Harry Northup      | Tom Hargreaves   |